# オガラバナ
オガラバナ（麻幹花、学名: Acer ukurunduense）は、ムクロジ科カエデ属の落葉小高木。高山に見られるカエデの一種で、同じ株に両性花と雄花が出る雄性同株。別名、ホザキカエデ。和名の由来は、樹木が麻幹（おがら：皮をはいだ麻の茎のこと）のように柔らかいことからオガラバナ、花穂が直立することからホザキカエデとも呼ばれる。中国名は、花楷槭。

## 分布と生育環境
日本では北海道、本州の中部地方以北と四国に分布し、山地または亜高山帯の林縁に生育する。アジアでは、東シベリア、樺太、南千島、中国東北部、朝鮮に分布する。一般に、ミネカエデと共に、一般に亜高山帯の森林限界付近で見られる。北海道では標高200 - 300メートル (m) の樹林でも見られる。

## 特徴
落葉広葉樹の小高木。樹高は3メートル (m) から10 mに達する。冬芽の鱗片は2-3対ある。今年枝には黄褐色の短毛が密生する。
葉は長さ4 - 8センチメートル (cm) の葉柄をもって対生する。葉身は長さ、幅ともに6 - 13 cm、掌状に5 - 7浅裂・中裂し、裂片の先端は鋭くとがり、基部は浅心形から切形になり、縁には欠刻状の鋸歯がある。葉の表面は全体に短毛が散生し、裏面の脈上に淡褐色の短軟毛が生え、裏面全体に灰白色の軟毛が密生する。秋には紅葉し、ややくすんだ橙色から赤色に紅葉する。一般に森林限界付近で見られる紅葉したカエデで、葉の表面にシワがあり赤色系であれば本種、葉の表面がすべすべして黄色系であればミネカエデである。
花期は初夏（6 - 8月）。花序は穂状で目立ち、長さ10 - 20 cmの円柱形の複総状花序を有花枝の先端に直立させる。花は花序に100 - 200個つき、黄緑色になる。花弁、萼片は5個、雄蕊は8個ある。子房には細軟毛があり、2分する花柱は外曲する。果期は9 - 10月。果実は翼果で2個の分果からなり、分果の長さは1.5 - 2 cmになる。

## ギャラリー
- 葉の裂片の先端は鋭くとがる。

## 下位分類
- ウスゲオガラバナ Acer ukurunduense Trautv. et C.A.Mey. f. pilosum (Nakai) Nakai ex H.Hara -葉裏の毛が少なく、葉脈のみに短毛があるもの。